# Самурай (фільм, 1967)
Самурай (фр. Le Samuraï; фр. вимова: [lə sa.mu.ʁa.i]) — кримінальний трилер 1967 року в стилі неонуар, сценариста і режисера Жана-П'єра Мелвіля, у головних ролях — Ален Делон, Франсуа Пер'є, Наталі Делон і Кеті Розіє. Франко-італійська постановка, вона зображує перетин шляхів професійного вбивці, який намагається з'ясувати, хто найняв його на роботу, і паризького комісара, який намагається його зловити.

## Сюжет
Безпристрасний вбивця Джеф Костелло (Ален Делон) живе у спартанській однокімнатній квартирі в Парижі, де тримає маленьку пташку в клітці. Його методичний modus operandi полягає у створенні бездоганних алібі до своїх злочинів, у тому числі й за допомогою коханки Джейн Лагранж (Наталі Делон). Одного разу Джефа після виконання замовного вбивства Марті, власника нічного клубу, дуже чітко бачить піаністка клубу Валері, а також кілька інших свідків. Поліція приводить на впізнання численних підозрюваних, у тому числі й Джефа, але свідки не можуть дійти згоди щодо його впізнання.
Джефа відпускають, але комісар (Франсуа Пер'є) здогадується, що він — злочинець і починає за ним стежити. Він тікає від поліціянтів-спостерігачів і йде забирати свій гонорар за вбивство, але замість того, щоб заплатити, чоловік, з яким він зустрівся, намагається вбити його, поціляючи йому в руку. Джеф розуміє, що його невідомі роботодавці тепер бачать у ньому перешкоду, оскільки він головний підозрюваний у вбивстві Марті. Обробивши рану, Джеф повертається до нічного клубу. Поки його немає, двоє поліціянтів прослуховують його кімнату, хвилюючи пташку в клітці.
Після закриття нічного клубу Джеф просить Валері відвезти його до себе додому, мотивуючи це тим, що вона сказала поліції, що він не вбивця. Він просить її сказати йому, хто його найняв, і вона просить зателефонувати їй за дві години. Тим часом поліція обшукує квартиру Джейн, кажучи, що вони дадуть їй спокій, якщо вона відмовиться від свого алібі для Джефа, але вона категорично відкидає цю пропозицію.
Повернувшись додому, Джеф помічає пір'я, розкидане навколо пташиної клітки, наче пташка розворушилася, поки його не було. Підозрюючи таємне проникнення, він знаходить підслуховий пристрій і деактивує його, а потім йде до телефону-автомата, щоб зателефонувати Валері, але вона не відповідає. Коли він повертається додому, його підстерігає чоловік, який стріляв у нього. Погрожуючи пістолетом чоловік пропонує Джефу почати все заново та платить за вбивство Марті, а також за наступне вбивство. Джеф змушує чоловіка розкрити особу свого боса, Олів'є Рея, перш ніж запитати про новий контракт.
Десятки поліціянтів під прикриттям намагаються стежити за Джефом у паризькому метрополітені, але йому вдається від них відірватися. Він відвідує Джейн і запевняє її, що все налагодиться, а потім їде до будинку Рея, де живе Валері, але її зараз немає вдома. Джеф вбиває Рея і повертається до нічного клубу, цього разу не намагаючись приховати свою присутність. Він широко посміхається й поправляє свій капелюх, на очах у всіх одягає білі рукавички, перед тим, як підійти до сцени, де виступає Валері. Вона тихо радить йому піти геть, але він дістає пістолет і направляє його на неї. Не злякавшись, вона запитує його, чому він це робить, і він відповідає, що йому за це заплатили. Але поліція, яка чекала на нього вбиває його. Коли комісар перевіряє пістолет Джефа, він виявляє, що в ньому немає набоїв.

## У ролях
- Ален Делон — Джеф Костелло
- Франсуа Пер'є — комісар поліції
- Наталі Делон — Джейн Лагранж, коханка Костелло
- Кеті Розьє — Валері, піаністка
- Жак Леруа — людина на мосту
- Майкл Буаронд — Вінер, багатий хлопець Джейн
- Роберт Фаварт — бармен, який є свідком на впізнанні
- Жан-П'єр Позьє — Олів'є Рей, замовник вбивства
- Катрін Журден — офіціантка в барі, яка є свідком на впізнанні
- Роджер Фрадет — інспектор поліції
- Карло Нелл — інспектор поліції
- Роберт Рондо — інспектор поліції
- Андре Салгес — механік у гаражі
- Андре Торент — поліцейський, переодягнений у таксиста, який стежить за Джефом
- Жак Дешам — поліцейський
- Джордж Касаті — Дамоліні, перший підозрюваний на впізнанні
- Джек Леонард — Гарсія, другий підозрюваний на впізнанні
- П'єр Водьє — 1-й поліцейський, який ставить жучки в квартирі Джефа
- Моріс Магалон — 2-й поліцейський, який ставить жучки в квартирі Джефа
- Гастон Меньє — менеджер готелю
- Жан Голд — 1-й клієнт в нічному клубі
- Джордж Біллі — 2-й клієнт в нічному клубі
- Арі Арікарді — гравець у покер
- Гі Боннафу — гравець у покер
- Умберто Каталано — інспектор поліції
- Карл Лехнер — підозрюваний, дуже схожий на Джефа
- Марія Манева — «дівчина з жувальною гумкою», яка переслідує Джефа в метро
- Моріс Озель — чоловік у наручниках у відділку поліції
- Бернар Дюмен — клієнт, який виходить з нічного клубу (немає в титрах)

## Фільмування
Сценарій для Алена Делона написав Жан-П'єр Мельвіль. Це був перший фільм для дружини Делона, Наталі. Після завершення знімань фільму він подав на розлучення, але через кілька днів вони припинили шлюборозлучний процес, але згодом розійшлися в червні 1968 року. В лютому 1969 року їхнє розлучення стало офіційним, і Наталі отримала право опіки над їхнім сином Ентоні.
Фільм починається з вигаданої цитати, написаної самим Мельвілем нібито з книги Бусідо (Книга самурая): Немає глибшої самотності, ніж у самурая, можливо, крім самотності тигра в джунглях….
Фільм знімався між 19 червня та 5 серпня 1967 року, переважно в Парижі.
Студія Jenne», приватна кіностудія Мельвіля, була знищена пожежею 29 червня 1967 року, коли «Самурай» перебував у процесі виробництва. Мельвіль назвав пожежу «підозрілою», завершив знімання в іншій студії.

## Прем'єра та прийом фільму

### Збори
Фільм вийшов на екрани 25 жовтня 1967 року у Франції, де було продано понад 1,9 мільйона квитків та понад 797 011 квитків в Іспанії. Фільм отримав позитивні відгуки, особливо високо оцінили сценарій та атмосферну режисуру Мельвіля, а також гру Делона в головній ролі. Англомовна версія фільму вийшла на екрани США у 1972 році під назвою «Хрещений син» (The Godson), назва була обрана, щоб скористатися нещодавнім успіхом «Хрещеного батька» (The Godfather).

### Критичні відгуки
На сайті Rotten Tomatoes фільм має 100-відсотковий рейтинг схвалення на основі 34 рецензій і середню оцінку 8,5/10. В «консенсусі критиків» сайту йдеться про те, що «Le Samouraï» — це небагатослівна, але дуже естетична стрічка: «Le Samouraï максимально використовує свою вільну естетику, використовуючи стильну і впливову — режисуру, добротну гру акторів і густу атмосферу, щоб сплести захопливу історію».
Вінсент Кенбі з Нью-Йорк таймс назвав оригінальний фільм «бездоганним», але розкритикував дубляж версії 1972 року, що вийшла в США під назвою «Хрещений син», як «дезорієнтуючий» і «жахливий».
У рецензії на фільм 1997 року, яка згодом з'явилася у його першій збірці нарисів «Великі фільми», Роджер Еберт поставив стрічці чотири зірки з чотирьох, написавши: «Подібно до художника чи музиканта, режисер може показати повну майстерність лише кількома штрихами. Жан-П'єр Мельвіль втягує нас у чари „Самурая“ (1967) ще до того, як промовляє слово. Він робить це за допомогою світла: холодного світла, як світанок у похмурий день. І кольором: сірим і синім. І діями, які говорять замість слів».
У 2010 році фільм посів 39 місце у списку «100 найкращих фільмів світового кінематографа» за версією журналу Empire.
Пишучи в Ле фігаро про гру Делонів після смерті Наталі у 2021 році, Бертран Гійяр зазначив, що чоловік і дружина у фільмі майже мовчать, але «їхніх поглядів, сповнених сенсу, достатньо, щоб змусити камеру тремтіти», і режисер зміг створити з їхніх образів «міфічну пару сьомого мистецтва».

## Вплив фільму
Фільм вплинув на багато інших робіт і режисерів:
- У фільмі Волтера Хілла  «Водій» 1978 року демонструється подібна динаміка між жінкою-свідком і водієм-утікачем.
- На фільм Джона Ву «Вбивця» 1989 року сильно вплинув сюжет Le Samuraï, де піаніста замінив співак. Персонаж Юньфат Чоу Джеффрі Чоу був натхненний персонажем Алена Делона з аналогічним ім'ям Джефом Костелло. Ву визнав цей вплив, написавши коротке есе про техніку Le Samuraï та Мельвіля для випуску фільму Criterion Collection DVD.[13]
- Джим Джармуш віддав шану Le Samuraï кримінальною драмою 1999 року «Пес-примара: Шлях самурая» з Форестом Вітакером у ролі медитативного вбивці-одинака, який живе за правилами бусідо. Подібно до того, як у Костелло є величезне кільце ключів, за допомогою якого він може викрасти будь-який Citroën DS, у вбивці Ghost Dog є електронний ключ, щоб проникати в розкішні автомобілі.[14][15]
- Кримінальна та кінокомедія Панга Хо-Чунга 2001 року «Ти стріляєш, я стріляю» показує Еріка Кота як вбивцю, який обожнює Джефа Костелло Алена Делона, одягаючись, як персонаж, і розмовляє з Костелло через плакат «Le Samuraï» у його квартирі.[16]
- Фільм Джонні То «Помста» 2009 року є даниною шани гангстерським фільмам Мельвіля, а головним героєм є вбивця у відставці, на прізвище Костелло. То запропонував роль Алену Делону, але той відмовився.[17]
- У фільмі Антона Корбейна «Американець» 2010 року Джордж Клуні грає вбивцю, схожого на Костелло, який ховається в маленькому італійському селі.[18]
- У фільмі Ніколаса Віндінґа «Драйв» 2011 року знявся Раян Ґослінґ у ролі безіменного героя, який має спільні ключові риси з Костелло.[19]
- Пісня Мадонни «Beautiful Killer» 2012 року є даниною пам'яті Алену Делону та натякає на його роль у «Le Samuraï» такими рядками: «Ти прекрасний вбивця / Мені подобається твій силует, коли ти стоїш на вулицях / Як самурай, ти можеш впоратися зі спекою / Змушує мене молитися за переслідувану людину».[20]
- У сучасних оглядах фільм Девіда Фінчера «Вбивця» 2023 року порівнюється з «Le Samuraï».[21][22][23]